# Cerco a Buda (1541)
O cerco de Buda (4 de maio a 21 de agosto de 1541) terminou com a captura da cidade de Buda, a capital histórica do Reino da Hungria, pelo Império Otomano, levando a cerca de 150 anos de domínio otomano em partes da Hungria. O cerco, parte da Pequena Guerra na Hungria, foi uma das vitórias otomanas mais importantes sobre a monarquia dos Habsburgos durante as Guerras habsburgo-otomanas (séculos XVI a XVIII) na Hungria e nos Bálcãs.

## Cerco
Após a Batalha de Mohács, o Reino da Hungria ficou dividido entre o Império Otomano invadindo do Oriente e a monarquia dos Habsburgos que herdou o título de Rei da Hungria.
O vassalo otomano João I da Hungria morreu em 1540. Seu filho João II, então menor de idade, foi coroado rei sob a regência de sua mãe Isabella Jagiellon e do bispo George Martinuzzi. Isso foi aceito pelo governante otomano Solimão, o Magnífico, sob a condição de que os húngaros continuassem a prestar tributo ao sultão otomano. O novo rei, porém, não foi aceito pelos Habsburgos. Fernando I, arquiduque austríaco e Habsburgo, enviou um exército de 50.000 homens composto por tropas da Áustria, principados alemães, Boêmia e Hungria dos Habsburgos, comandado por Wilhelm von Roggendorf para sitiar Buda. O exército sitiou a cidade no verão de 1541. O cerco foi mal administrado e vários ataques falharam, com um número muito elevado de vítimas do lado dos Habsburgos.
Solimão, o Magnífico, assumiu o comando pessoal de um exército de socorro otomano que incluía 6.362 janízaros. Em 21 de agosto, esse exército chegou a Buda e travou uma batalha com o exército de Roggendorf. O exército dos Habsburgos foi derrotado e 20.000 homens foram massacrados ou afogados no rio. Roggendorf também foi ferido na batalha e morreu 2 dias depois dos ferimentos.
Os otomanos ocuparam então a cidade, que por sua vez celebrava a libertação, com uma artimanha: Solimão, o Magnífico, convidou o infante João II Sigismundo Zápolya com os nobres húngaros para a sua tenda, enquanto as tropas turcas começaram a infiltrar-se lentamente no forte como “turistas” aparentemente admirados pela arquitetura dos edifícios. No entanto, num alerta repentino, eles empunharam suas armas e desarmaram toda a guarnição a partir de então. Ao mesmo tempo, os nobres húngaros sentiram-se incomodados na tenda do sultão e quiseram partir. Naquele momento, ao clamor do sultão “A sopa preta (café) ainda está por vir!”, os soldados turcos desarmaram o enviado húngaro. Todos eles foram autorizados a partir, com uma exceção: Bálint Török, que Solimão considerava um possível adversário poderoso. Ele foi levado ao cativeiro e transferido para a Fortaleza de Yedikule, onde passou o resto de sua vida. A Corte Real, os nobres e os cidadãos de Buda foram autorizados a deixar a cidade com seus pertences ilesos.

## Consequências
O cerco de Buda foi uma vitória otomana crucial contra Fernando e os Habsburgos. A vitória permitiu a ocupação da Hungria central pelos otomanos durante cerca de 150 anos e é, portanto, comparável em importância à Batalha de Mohács em 1526.
Carlos V soube da derrota de seu irmão Fernando ao chegar a Gênova em 8 de setembro de 1541. Sedento de vingança, ele partiu para uma expedição contra Argel, que também terminou em uma derrota sólida para os Habsburgos.
Fernando tentaria recuperar as cidades de Buda e Pest em 1542, mas foi novamente repelido pelos otomanos.